# Quintus Egnatius Proculus
Quintus Egnatius Proculus est un homme politique de l'Empire Romain.

## Famille
Il est le fils d'Egnatius Proculus.
Il épouse Maria Aureliana Violentilla, fille de Lucius Marius Perpetuus. Ils ont pour fils Quintus Egnatius Gallienus Perpetuus, consularis vir d'Allifae dans le Samnium, marié avec Tarronia, fille de Quintus Tarronius, et père d'Egnatius Dexter Maximus.

## Carrière
Il atteint le consulat suffect mais l'année n'est pas connue.